# Phallaria quaternaria
Phallaria quaternaria là một loài bướm đêm trong họ Geometridae.